# Salvia yosgadensis
Salvia yosgadensis là một loài thực vật có hoa trong họ Hoa môi. Loài này được Freyn & Bornm. miêu tả khoa học đầu tiên năm 1892.